# Jacobus Stuart (schrijver)
Jacobus Stuart (Amsterdam, 9 februari 1803 - Winburg, 18 september 1878) was een Nederlandse grondeigenaar, auteur en drankbestrijder.

## Leven en werk
Stuart werd in 1803 in Amsterdam geboren als zoon van Martinus Stuart, remonstrants predikant, en Theodora Magdalena Robbé. Hij werd opgeleid voor werk in de financiële sector als verificateur. In 1836 begon hij in het zuiden van de provincie Noord-Holland in de omgeving van Velsen een landbouwonderneming. Hij zag kans om een gebied in Breesaap op grootschalige wijze tot ontginning te brengen. Gedurende een reeks van jaren was zijn bedrijf succesvol. Meerdere huisgezinnen vonden werk in het gebied. Het door hem geteelde winterkoolzaad werd bekroond. Zijn boerderij ‘de Breesaperhof’ werd beschouwd als een goede mogelijkheid tot scholing in de landbouw. Door conflicten met zijn compagnon en financier Adriaan van der Hoop, een Amsterdamse bankier, kwam er een voortijdig einde aan zijn bedrijf. In 1865 werd in Breesaap begonnen met de aanleg van het Noordzeekanaal.
Stuart was in 1842 samen met de predikant Huydecoper en de arts Egeling oprichter van de Nederlandsche Vereeniging tot Afschaffing van Sterken Drank.
Stuart vertrok in 1848 naar Zuid-Afrika. Hij raakte bevriend met Andries Pretorius en diens zoon Marthinus Wessel Pretorius, leiders van Transvaal en Oranje Vrijstaat. Hij adviseerde beiden en had een groot groot aandeel in de totstandkoming van de in 1858 aangenomen grondwet. Stuart vatte meerdere malen het plan op om emigratie vanuit Nederland naar Zuid-Afrika op gang te brengen. Deze plannen zijn echter nooit tot uitvoering gekomen. In zijn publicatie over Zuid-Afrika in 1854 wees hij op de mogelijke goudaders in de bodem van het gebied.
Stuart trouwde op 12 december 1827 in Den Haag met zijn nicht Meijnoutje Elia de Vries Robbé, met wie hij zeven kinderen kreeg. Hij overleed in september 1878 op 75-jarige leeftijd in Winburg (Zuid-Afrika)